# Francesco Veròla
Francesco Veròla, noto anche con lo pseudonimo di Frank Verola (Lecce, 19 maggio 1936), è un fumettista e pittore italiano.

## Biografia
Durante gli anni sessanta e settanta disegna fumetti firmandosi come Frank Verola o anche Frank V.; lavora per vari editori esordendo nelle serie a fumetti neri italiana Demoniak e Fantax edita dalla Cofedit di Furio Arrasich a metà degli anni sessanta, e poi proseguì collaborando alla realizzazione delle serie Kriminal e Satanik della Editoriale Corno, alternandosi al disegnatore Magnus; per lo stesso editore nel 1975 realizzò la serie giallo/poliziesca daniel, del quale realizzò quasi tutti i numeri fino al 1978. 
Alla fine degli anni settanta realizzò serie a fumetti erotici editi dalla Edifumetto, fra cui Mafia.
Abbandonata la carriera di fumettista, si dedicò a quella di pittore.